# Stanisław Ferenz
Stanisław Ferenz (ur. 12 kwietnia 1937 w  Prusinowie) – generał brygady Wojska Polskiego; dowódca 5 pułku czołgów (1974–1978); zastępca dowódcy Garnizonu Warszawa – komendant Garnizonu Warszawa (1995–1997).

## Życiorys
Stanisław Ferenz syn Tomasza urodził się 12 kwietnia 1937 w Prusinowie. W 1955 rozpoczął studia jako podchorąży w Oficerskiej Szkole Wojsk Pancernych w Poznaniu, które dokończył w latach 1960–1962. W 1957 otrzymał przydział służbowy do Zambrowa, gdzie objął stanowisko dowódcy działa pancernego w 24 samodzielnym batalionie czołgów 1 Dywizji Zmechanizowanej i był nim po przedyslokowaniu do Sanoka do 1958. W latach 1958–1959 komendant punktu kontroli technicznej w 4 pułku piechoty 9 Dywizji Piechoty w Kielcach. Od 1959 dowódca plutonu działa pancernego 4 pułku zmechanizowanego w Kielcach. W 1962 po ukończeniu Oficerskiej Szkoły Wojsk Pancernych promowany na podporucznika przez gen. bryg. Wiktora Ziemińskiego i wyznaczony na funkcję dowódcy plutonu czołgów w 4 pułku zmechanizowanym 9 Dywizji Zmechanizowanej. W latach 1965–1967 dowodził plutonem napraw i konserwacji 4pz. Od 1967 dowodził kompanią, a w 1969 batalionem czołgów w 4pz. Od 1969 do 1972 studiował w Akademii Sztabu Generalnego WP w Rembertowie, po ukończeniu których został wyznaczony na stanowisko szefa sztabu – zastępcy dowódcy 30 pułku zmechanizowanego 9 Dywizji Zmechanizowanej w Rzeszowie.
W latach 1974–1978 dowodził 5 pułkiem czołgów 3 Dywizji Zmechanizowanej we Włodawie. W roku 1977 dowodzona przez niego jednostka uzyskała tytuł przodującego pułku Warszawskiego Okręgu Wojskowego, a w 1978 wyróżniona została przez ministra obrony narodowej gen. armii Wojciecha Jaruzelskiego za osiągnięcia w służbie wojskowej. W latach 1978–1980 zastępca dowódcy ds. liniowych 1 Dywizji Zmechanizowanej w Legionowie. W 1979 pełnił służbę w Doraźnych Siłach ONZ na Bliskim Wschodzie, pełniąc ją na stanowisku szefa sztabu w Polskiej Wojskowej Jednostce Specjalnej. Od 1980 do 1982 na stanowisku zastępcy komendanta ds. liniowych Wyższej Szkoły Oficerskiej Wojsk Pancernych w Poznaniu. W latach 1982–1983 starszy inspektor Zespołu Ogólnowojskowego w Inspekcji Sił Zbrojnych. W 1983 został wyznaczony na funkcję zastępcy komendanta Garnizonu Warszawa. W 1991 komendant Garnizonu Warszawa. W 1993 awansowany na stopień generała brygady przez prezydenta RP Lecha Wałęsę. W 1995 na stanowisku zastępcy dowódcy Garnizonu Warszawa – komendanta Garnizonu Warszawa. W roku 1996 komenda została wyróżniona „Znakiem Honorowym Sil Zbrojnych”. Funkcję komendanta garnizonu pełnił do roku 1997. Zawodową służbę wojskową zakończył 2 czerwca 1997. Na emeryturze do 2000 był głównym specjalistą w Departamencie Kontroli MON.

## Awanse[1]
- podporucznik – 1962
- porucznik – 1965
- kapitan – 1969
- major – 1973
- podpułkownik – 1977
- pułkownik – 1982
- generał brygady – 1993

## Ordery, odznaczenia i wyróżnienia[1]
- Krzyż Komandorski Orderu Odrodzenia Polski – 1997[2]
- Krzyż Oficerski Orderu Odrodzenia Polski
- Krzyż Kawalerski Orderu Odrodzenia Polski
- Złoty Krzyż Zasługi
- Złoty Medal „Siły Zbrojne w Służbie Ojczyzny”[potrzebny przypis]
- Złoty Medal „Za zasługi dla obronności kraju”[potrzebny przypis]

i inne